# Beautiful Mess
Chansons représentant la Bulgarie au Concours Eurovision de la chanson
If Love Was a Crime
(2016) Bones
(2018)
Beautiful Mess (en français « Beau désordre ») est la chanson de Kristian Kostov qui représente la Bulgarie au concours Eurovision de la chanson 2017 à Kiev, en Ukraine. 

## À l'Eurovision
Kristian Kostov finit premier de sa demi-finale et se qualifie donc pour la finale.
Lors de la finale, le jeune chanteur, finit en deuxième position derrière le Portugal avec la chanson Amar pelos dois  de Salvador Sobral.